# Air-India-Flug 403
Der Air-India-Flug 403 (Flugnummer IATA: AI403, ICAO: AIC403, Funkrufzeichen: AIRINDIA 403) war ein internationaler Linienflug von Singapur über Kuala Lumpur nach Bombay. Am 22. Juni 1982 ereignete sich auf diesem Flug ein schwerer Zwischenfall, als die Piloten einer Boeing 707-437 unter schwierigen Wetterverhältnissen zunächst hart auf der Landebahn 27 vom Flughafen Bombay-Santacruz aufsetzen ließen und beim Durchstarten die Kontrolle über die Maschine verloren. Von den 111 Insassen kamen 17 ums Leben, 25 Personen wurden schwer verletzt.

## Maschine
Bei dem verunglückten Flugzeug handelte es sich um eine 1980 gebaute Boeing 707-437 mit der Werknummer 17723 und der Modellseriennummer 100, die zum Zeitpunkt des Unfalls 21 Jahre und vier Monate alt war. Die Maschine absolvierte ihren Erstflug am 8. Februar 1960 und wurde zehn Tage später auf die Air India zugelassen, wobei sie das Luftfahrzeugkennzeichen VT-DJJ erhielt. Der Auslieferungsflug erfolgte am 18. und 19. Februar 1960 und führte vom Boeing-Werk in Renton, Washington über den Flughafen New York-Idlewild und den Flughafen London-Heathrow zum Flughafen Bombay. Die Maschine erhielt bei Air India den Taufnamen Annapurna und wurde bis 1963 mit diesem betrieben.  Den Betrieb bei Air India nahm sie am 19. Februar 1960 auf. Am 1. Dezember 1962 entwickelte sich auf dem Flughafen Bombay an der geparkten Maschine ein schwerer Brand, wodurch die Boeing schwer beschädigt wurde. Sie war vom 1. Dezember 1962 bis zum 23. März 1963 auf dem Flughafen Bombay eingelagert und wurde repariert. Nach der Reparatur erhielt sie den neuen Taufnamen Gauri Shankhar und nahm am 23. März 1963 wieder den Betrieb auf.  Das vierstrahlige Langstrecken-Schmalrumpfflugzeug war mit vier Mantelstromtriebwerken des Typs Rolls-Royce Conway 508 ausgestattet.

## Insassen
Den Flug auf dem betroffenen Flugabschnitt von Kuala Lumpur nach Bombay hatten 99 Passagiere angetreten, es befand sich darüber hinaus eine zwölfköpfige Besatzung an Bord. Der Flugkapitän verfügte über eine Flugerfahrung in Höhe von 6.627 Flugstunden.

## Unfallhergang
Die im malayischen Kuala Lumpur gestartete und auf einem Nachtflug nach Bombay befindliche Maschine erhielt beim Anflug auf den Zielflughafen eine Freigabe für Landebahn 27. Der Anflug wurde bei schlechten Sichtverhältnissen in einer nebligen Nacht durchgeführt. Die Piloten konnten die Landebahn zwar nicht sehen, setzten den Anflug aber dennoch fort. Als der Erste Offizier bemerkte, dass sich die Maschine zu hoch befand, reduzierte er im Endanflug den Triebwerksschub auf ein Minimum, was zu einer exzessiven Sinkrate führte. Die Maschine setzte zwölf Sekunden später bei der Landung sehr hart und 1.300 Fuß vor der Landebahn auf. Nach der harten Landung, bei der Reifen und Fahrwerkschächte beschädigt wurden, sprang die Maschine wieder hoch und die Kontrollleuchte für einen Brand im Fahrwerksschacht leuchtete auf. Der Flugkapitän gab daraufhin Schub auf die Triebwerke und leitete ein Durchstarten ein. Es gelang ihm jedoch nicht, die Maschine für ein sicheres Abheben ausreichend zu beschleunigen. Die Maschine hob zwar noch ab, gleich nach dem Abheben aktivierte sich jedoch der Stick Shaker und die Fluggeschwindigkeit nahm ab. Es kam zu einem Strömungsabriss, die Boeing rollte nach rechts, stürzte zu Boden, schlitterte in einen Drainagegraben und brach auseinander. Bei dem Unfall wurden 15 Passagiere und zwei Besatzungsmitglieder getötet, 45 Insassen verletzt, davon 25 schwer. 49 Insassen blieben unverletzt.

## Ursache
Als Unfallursache wurde eine falsche Endanflugskonfiguration festgestellt, die in der letzten Phase das Anflugs zu einem exzessiven Höhenverlust geführt hatte. Die Ermittler kritisierten die Entscheidung der Piloten, den Anflug fortzusetzen, ohne die Landebahn in Sicht gehabt zu haben. 